# Verbandsgemeinde Monsheim
Verbandsgemeinde Monsheim é uma associação municipal do estado da Renânia-Palatinado.